# Kabinett Hermann Jónasson IV

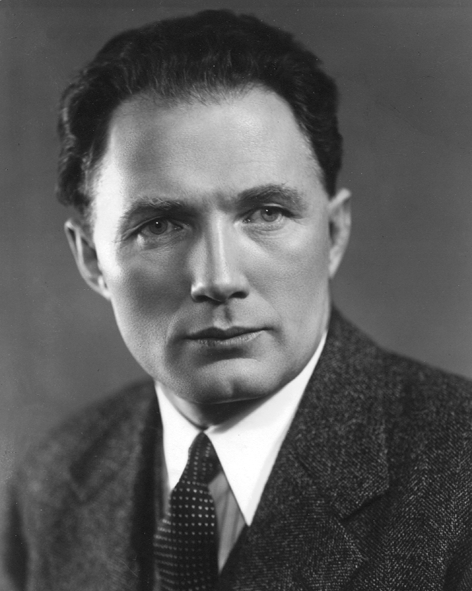
Hermann Jónasson war von 1934 bis 1942 sowie erneut von 1956 bis 1958 Premierminister von Island

Das Kabinett Hermann Jónasson IV war eine Regierung des unabhängigen Staates Island, das sich mit dem Vertrag vom 1. Dezember 1918 von Dänemark loslöste, aber dem gemeinsamen König des Königreichs Dänemark sowie des Königreichs Island Christian X. unterstellt war. Es wurde am 18. November 1941 gebildet und löste das Kabinett Hermann Jónasson III ab. Es blieb bis zum 16. Mai 1942 im Amt, woraufhin es vom Kabinett Ólafur Thors I abgelöst wurde. Dem Kabinett gehörten Mitglieder der Fortschrittspartei (Framsóknarflokkurinn), Unabhängigkeitspartei (Sjálfstæðisflokkurinn) sowie der Sozialdemokratischen Partei Islands (Alþýðuflokkurinn) an.

## Regierungsmitglieder
| Amt                                                | Amtsinhaber                           | Beginn der Amtszeit               | Ende der Amtszeit            |
| -------------------------------------------------- | ------------------------------------- | --------------------------------- | ---------------------------- |
| Premierminister                                    | Hermann Jónasson                      | 18. November 1941                 | 16. Mai 1942                 |
| Minister für Justiz und kirchliche Angelegenheiten | Hermann Jónasson                      | 18. November 1941                 | 16. Mai 1942                 |
| Außenminister und Sozialminister                   | Stefán Jóhann Stefánsson Ólafur Thors | 18. November 1941 17. Januar 1942 | 17. Januar 1942 16. Mai 1942 |
| Wirtschaftsminister                                | Eysteinn Jónsson                      | 18. November 1941                 | 16. Mai 1942                 |
| Finanzminister                                     | Jakob Möller                          | 18. November 1941                 | 16. Mai 1942                 |
| Minister für Arbeit und Verkehr                    | Ólafur Thors                          | 18. November 1941                 | 16. Mai 1942                 |